# Anibal Tejada
Pour les articles homonymes, voir Tejada (homonymie).
Anibal Tejada, né en 1893 et mort le 1er août 1946, est un arbitre et entraîneur uruguayen de football.
Après une carrière d'arbitre international, il occupe à deux reprises le poste d'entraîneur du Club Atlético Peñarol, en 1944 (année qui voit le club remporter le titre de champion après deux matchs d'appui) et 1946.

## Carrière
Il a officié dans des compétitions majeures :
- Copa América 1926 (3 matchs)
- Copa América 1929 (1 match)
- Coupe du monde de football de 1930 (2 matchs)
- Copa América 1937 (7 matchs dont la finale)
- Copa América 1941 (2 matchs)
- Copa América 1942 (3 matchs)